# Tom Shark
Tom Shark je literární postava soukromého detektiva z povídek Elisabeth von Aspern-Buchmeierové, jehož případy se odehrávají v období první poloviny 20. století. Celé dílo obsahuje několik set delších povídek, které byly uveřejňovány v letech 1928 až 1952. Další příběhy Toma Sharka napsal až o čtyřicetpět let později (1997) spisovatel Theo Marabini a povídky posléze vycházely také jako komiksy. 
Kdo jest Tom Shark? Málo čtenářů zná tohoto odvážného muže z krátkých poznámek amerických časopisů, které již delší dobu přinášely zprávy o jeho odvážných a hrdinských činech. Tom Shark, nepřekonatelný světový detektiv, dlí právě se svým nerozlučným přítelem a spolupracovníkem Pittem Strongem a věrným sluhou Billem v Evropě a proslavuje se i zde mnoha hrdinskými činy. Dr. Pitt Strong, známý americký žurnalista, líčí v každém svazku velmi poutavě všechna dobrodružství, která společně prožili. Tímto sloganem byl uveden každý nový sešit s povídkou.
Tom Shark bydlel v domku na Wallotstrasse v Berlíně. Zápisky o všech vybraných případech pořídil jeho největší přítel a spolupracovník doktor Pitt Strong. Častým pomocníkem při jejich pátrání je černošský sluha Bill. Na rozdíl od příběhů Sherlocka Holmese není zde natolik patrné rozdělení úloh (geniální detektiv, přitroublý přitakávač), ale mnohdy vyřeší případ Pitt Strong, nebo je oba zachrání v poslední chvíli Bill. Skladbou příběhů jsou tak "tomšarkovky" podobné spíše "dime novels" Nicka Cartera, se zasazením do německého prostředí. Ostatně v tom není Elizabeth von Aspernová první ani ve své zemi, již na počátku 20. století zde vycházely příběhy detektiva Stagarta (Fritz Stagarts Abenteuer, 1905) Maxe Ladenburga, detektiv Frank (Erlebnisse des Detectiv Frank, 1908) Matthiase Blanka či Dobrodružství Joe Jenkinse (Abenteuer des Joe Jenkins, 1915) Paula Rosenhayna.
V roce 1937 donutili němečtí cenzoři autorku, aby z detektiva Sharka udělala německého špióna, který operuje na území Francie, Velké Británie či Dánska. Po dvou letech dochází k dalším výrazným zásahům, kdy z Toma Sharka se stává Tom Greif, Strong dostává křestní jméno Peter a černošský sluha Bill je vyměněn za árijského Karla Maschka. V této upravené verzi vyšlo dalších 67 příběhů, načež roku 1941 zakázaly úřady Sharka-Greifa definitivně. V roce 1948 bylo vydávání na čtyři roky obnoveno, ale po emigraci autorky do Kanady se počet příběhů ustálil na 610. V osmdesátých letech bylo na nátlak čtenářů i literárních teoretiků postupně vydávání obnoveno. Se zcela novými příběhy přišel v letech devadesátých Theo Marabini, a pokračuje v psaní dodnes. 

## Seznam případů v češtině
- [1] Fantom hotelu (Das Hotel Gespenst, 1928)
- [2] Tajemství ulice
- [3] Žena démon
- [4] Sedmá oběť
- [5] Podloudníci opia
- [6] Tajemné zavazadlo
- [7] Severští piráti
- [8] V rukou vyděračových
- [9] Blázinec dr. Murtia
- [10] Tajemná vražda jedem
- [11] Odkaz kapitána Garreho
- [12] Benátský šílenec
- [13] Hrozná noc
- [14] Ukradený Tintoretto
- [15] Klub bezejmenných
- [16] Tajemná jeskyně
- [17] Naše poprava
- [18] Konec Heinze Marlova
- [19] Dva pekelné dni
- [20] Putující modla
- [21] Záhadná socha
- [22] V podzemí starého hradu
- [23] O závod se smrtí
- [24] Ještěrčí kůže
- [25] Dům číslo 7
- [26] Fialoví pavouci
- [27] Hlava mumie
- [28] Tajemství cirku
- [29] Lidské doupě
- [30] Madame Banarof
- [31] Mister X
- [32] Záhadný muž
- [33] Indický hadí prsten
- [34] Mstitel
- [35] Boj o dědictví
- [36] V hadí jeskyni
- [37] Tajemství dolu
- [38] On, o němž se nemluví
- [39] Tajemné zločiny
- [40] Dům hrůzy
- [41] Hrozné přiznání
- [42] Bílý papoušek
- [43] Padělatel bankovek
- [44] Číňan Me Wang
- [45] Míšenec
- [46] Guvernérův kurýr
- [47] Znamení tří křížů
- [48] Velkoknížecí šerpa
- [49] Zlatá kopule
- [50] Bílý kruh
- [53] Muž s velkýma nohama
- [54] Pronásledovaná žena
- [55] Zrádné "st"
- [59] Caligulova hlava
- [60] Lidožrout z Madrasu
- [61] Pronásledování "Schiraza"
- [62] Na Andamanských ostrovech
- [63] Kapitán Hope
- [64] Případ lorda Leicestera
- [65] Smrtící paprsky
- [66] Dáma v modrém
- [67] Muž s jizvou
- [68] Záhadná mumie
- [69] Tajný spolek
- [70] Tajemství náměsíčnice
- [71] Modrý diamant
- [72] Pes duchů
- [73] Osud Olafa Blanka
- [74] Záhadná vražda
- [75] O knížecí titul
- [76] Dům smrti
- [77] Kongres v Havru
- [78] Amulet
- [79] Černý kříž
- [80] Indická tanečnice
- [81] Boj o světové mistrovství
- [82] Kašmírový šál
- [83] Záhadný nález
- [84] Město v džunglích
- [85] Dvojník Mořice Simona
- [86] Fakirův dar
- [87] Bílí otroci
- [88] Černá ruka
- [89] Půlnoční muž
- [90] Tmavý bod
- [91] Letec-démon
- [92] Hlava čtyř
- [93] Muž z Bedřichova mostu
- [94] Bambusová lodice
- [95] Plovoucí peklo
- [96] Právní zástupce Maas
- [97] Boxer Jimmy
- [98] Muž s maskou
- [99] Závody na Gabelbachu
- [100] Červená hedvábná šňůra
- [101] Londýnský vrah
- [102] Dům na Temži
- [103] Osud Harryho Woopa
- [104] Tajemství v St. Denis
- [105] Čtyřrohý smaragd
- [106] O velkou cenu
- [107] Dýka šamanských kněží
- [108] Zločin při zimním sportu
- [109] Tygr
- [110] Strašidlo v Karlshorstu
- [111] Konec pirátů
- [112] Ostrov mrtvých
- [113] Svaz štírů
- [114] Rudé X
- [115] Diamanty
- [116] Mezistátní utkání "Německo - Italie"
- [117] O milion
- [118] Šestidenní cyklistické závody
- [119] Dům ve stepi
- [120] Zrádce ve Scotland Yardu
- [121] Hádanka Alice Amerongové
- [122] Příšerný boxer
- [123] Pán Bedřichova háje
- [124] Náramek Yvonny Sullivanové
- [125] Oprátka Mahadewova
- [126] Slavnost v Džaganátu
- [127] Melodie smrti
- [128] Boj s Willem Perymanem
- [129] Případ Gerdy Lorenzové
- [130] Při závodech motorových člunů
- [131] Dům masek
- [132] Jízda Evropou
- [133] Raketová vzducholoď
- [134] Loupežník
- [135] Tajuplná vila
- [136] Honba na lišku
- [137] Okolo Berlína
- [138] Muž beze jména
- [139] Žlutá ruka
- [140] Postrach plaveckého sportu
- [141] Diamantové pole
- [142] Poslední host
- [143] Záhada mistra tenisu
- [144] Pozdní pomsta
- [145] Vina druhého
- [146] Závodní osmiveslice
- [147] Nevinen
- [148] Žlutý drak
- [150] Tři platinové jehlice
- [151] Dědictví Gustava Weissműllera
- [152] Pečeť zločinecké osmy
- [153] Dvojník
- [154] Vražda na Bránickém náměstí
- [155] Lože smrti
- [156] Kung Huanova čajovna
- [157] Záhada krásné Do-san
- [158] Kuželkářský spolek Sloup
- [159] Muž, jejž hledá celý svět
- [160] Cestování s překážkami
- [161] Honba za filmovou hvězdou
- [162] Strašidelná zřícenina
- [163] Záhadné vloupání
- [164] Tajemství čínské vázy
- [165] Strašidlo domu Levingstone
- [166] Oko, které všechno vidí
- [167] Od jedenácti do půlnoci
- [168] Velký neznámý
- [169] Zelený kruh
- [170] Zmizelá soukromá sekretářka
- [171] Zločin v čínském plaveckém klubu
- [178] Hašišové doupě
- [179] Hnědý trojúhelník
- [180] Noční děs
- [181] Ve vleku cizí moci
- [182] Zámek v džungli
- [183] Krásná vyděračka
- [184] Dvě kapky pečetního vosku
- [185] Ohrožený střední útočník
- [186] Tajemství poustevníkovo
- [187] Příšerný dar
- [188] Nepřítel automobilových závodů
- [189] Vražda v opeře Metropolitan
- [190] Modrý Mauritius
- [191] Zločin při štafetovém běhu
- [192] Aféra lorda Lindhursta
- [193] Rudá žába
- [194] Osudný prsten boxerův
- [195] Smrt v tabatěrce
- [196] Záhadná žena
- [197] Stříbrný bůžek
- [198] Sabotáž
- [200] Bratrstvo měsíce
- [201] Zmizelý kriminální komisař
- [202] Volání o pomoc z megafonu
- [203] Vražda v bankovním domě
- [204] Tajemství jedné noci
- [205] Skvrnitá smrt
- [206] Fantom železnice
- [207] Člověk nebo gorila
- [208] Tajuplná žena
- [209] Plynové bomby
- [210] Miss Florence
- [211] A. F. 13
- [212] Na nepravé stopě
- [213] Honba za bankovními lupiči
- [214] Krutihlav
- [215] Půlnoční jízda
- [216] Mac Morton, zloděj gentleman
- [217] Oči modly
- [218] Rudý vlk
- [219] Zrádná schránka na čaj
- [220] Plavovlasá špionka
- [221] Šedý balíček
- [222] Kletba zámku Markensteinu
- [223] Dědictví detektivovo
- [224] Smrtící sny
- [225] Sběratel dešťovek * [ H60 ]
- [226] Jeho trik
- [227] Dědictví milionů
- [228] Muž, který zůstal na živu
- [229] U modré lucerny
- [230] Zločin Bernarda Schiemanna
- [231] Černý knoflík
- [232] Bílá umrlčí hlava
- [233] Vina druhého
- [234] Travič Allan Kay
- [235] Pomsta trestancova
- [236] Nebezpečné dědictví
- [237] Dopadení penězokazi
- [238] Nebezpečná hochštaplerka
- [239] Pašeráci diamantů
- [240] "Krysy" na Temži
- [241] Příšerný pacient
- [242] Zločin ve mlýně
- [243] Plynové pistole
- [244] Noc hrůzy
- [245] Po dvaceti letech
- [246] Zrádné stopy
- [247] Záhada příšerného klepání
- [248] Zrádný film
- [249] Živoucí mumie
- [250] Vrah Benjamin Dux